# Orde de Fonte Avellana
L'Orde de Fonte Avellana fou un orde religiós de tipus monàstic eremític, ja que els seus membres eren eremites que feien algunes activitats en comunitat. Fundada en acabar el segle x, la seva regla i manera de viure era similar a la de la branca eremítica de l'Orde Camaldulès; tingué expansió pel nord i el centre d'Itàlia, i fou suprimida en 1569, integrant-se en l'Orde de la Camàldula.

## Fundació de l'eremitori
L'origen de la congregació és discutit. Se'n parla de la fundació de l'eremitori per Ludolf de Gubbio, cap al 980, però sembla que és una figura llegendària. També s'ha dit que va ésser fundat per Romuald de Ravenna en començar el segle xi. El més probable és que l'eremitori ja existís cap al final del segle x i potser fos fundat per alguna d'aquestes persones, però que la congregació, com a tal, sigui posterior, quan sant Pere Damià, prior de Fonte Avellana, hi reunís diversos eremitoris i cenobis dispersos per les Marques, Úmbria, la Romanya i els Abruços.

### Tradició del beat Ludolf
Segons la tradició, la fundació de l'ermitori es deu a Ludolf, fill de Giso, de família germànica establerta a Gubbio. Havia nascut cap al 956. El 977 va deixar la família i amb un amic anomenat Giuliano, va començar a fer vida eremítica en un lloc a la falda del Catria (Apenins), a mitjana altura (700 m sobre el nivell del mar), anomenat Fonte Avellana per la presència d'una deu d'aigua. Aviat començaren a arribar altres persones que volien imitar-los, establint-se al voltant. Cap al 989, la comunitat era prou gran i Ludolf va organitzar-la, demanant una regla de vida a Romuald de Ravenna, que llavors era a la regió. La comunitat fou coneguda com a Congregació del Colom, per la puresa del fundador. Cap a l'any 1000, Ludolf va fer construir el primer ermitori per a la comunitat, amb un oratori dedicat a Sant Andreu apòstol, i aviat començaren a ésser coneguts com a Eremites de Fonte Avellana. Ludolf va morir-hi, segons la llegenda, en 1047.

### Regla
La regla de Fonte Avellana, suposadament donada per Romuald, era de gran severitat i es pot considerar un antecedent de la que després adoptarien els camaldulesos. De fet, la comunitat compartia costums i maneres de fer amb la branca eremítica camaldulesa, fundada poc després per Sant Romuald, i Fonte Avellana es considerava com a part de la família camaldulesa. Els eremites vivien en cel·les separades on s'ocupaven en la pregària, l'estudi i el treball manual. Quatre dies la setmana feien dejuni i no prenien més que pa i aigua, i encara en quantitats determinades. Dimarts i dijous podien prendre fruita i verdures. El vi només es prenia en la missa i en cas de malaltia, i la carn estava prohibida. S'observaven tres períodes de Quaresma cada any: precedint la Pasqua (l'habitual), Nadal i la festa de Sant Joan Baptista; en elles només es podia prendre pa i aigua, llevat de diumenges i dijous, on es permetien algunes verdures. Portaven un hàbit blanc i anaven descalços, i cada dia, a més de l'ofici corresponent, recitaven el psaltiri complet abans del capvespre. Sovint feien penitències, portant cadenes i cilicis, o flagel·lant-se i pregant amb els braços estesos en creu.

## Creació de la congregació i creixement
El 1034, havia ingressat a l'abadia de Fonte Avellana el que seria Sant Pere Damià; era prior del monestir Guido d'Arezzo, a qui succeí en 1043. Pere Damià feu algunes modificacions a la regla de Romuald i elaborà la seva Regula vitae eremiticae, permetent el vi, fora de les tres quaresmes, i limitant les penitències excessives. També introduí l'observança de la commemoració de la Santa Creu els divendres, la qual cosa originà que, des del 1050, l'ermitori fos conegut com a Santa Creu de Fonte Avellana. És qui, de fet, crea una congregació reunint hi reunís diversos eremitoris i cenobis dispersos per les Marques, Úmbria, la Romanya i els Abruços. La congregació va ser reconeguda per Innocenci II el 1139.
En aquest període destacaren a la comunitat monjos com Joan II de Lodi, prior des de 1072, o Domenico Loricato (990-ca. 1060), que es feu conegut per les grans penitències i que fou canonitzat. En 1059 fou nomenat prior de l'eremitori de Sanvicino, proper a San Severino. També destacaren Rodolf i Pere de Gubbio, nobles que hi ingressaren en 1054.
En 1076, Gregori VII prengué Fonte Avellana sota protecció especial de la Santa Seu, i rebé privilegis de diversos papes i emperadors. En 1301 Bonifaci VIII feu que depengués directament del papa, i en 1325 Joan XXII li donà l'estatus d'abadia, establint que els abats havien de ser consagrats pel papa o per un legat papal.

## Declivi i supressió
Cap al segle xiv, la congregació havia crescut i tenia una quantitat considerable de cases, però al final del segle començà a decaure. El 1393 fou donada com a comanda al cardenal Bartolomeo Mediavacca: el fet que l'abat fos comandatari i no hi residís va fer que, sense direcció, l'observança de la regla no s'hi mantingués i els eremites relaxessin la seva vida. Cap al segle xvi, l'hàbit havia canviat: portaven una casaca blanca curta, una capa blava, sabates i birret blanc.
El 1524, el reformador camaldulès Paolo Giustiniani va suggerir que la Congregació de Fonte Avellana s'unís a la Companyia d'Eremites de Sant Romuald que ell havia fundat, però no va arribar a dur-se a terme. En 1568, el cardenal Giulio della Rovere, abat comandatari de Fonte Avellana, va demanar a Pius V una visita canònica a l'eremitori, que va fer l'any següent el superior camaldulès Giambattista Barba. El novembre de 1569, el papa promulgà la butlla Quantum animus noster, que suprimí l'orde de Fonte Avellana i transferia els seus membres a l'Orde de la Camàldula o a l'orde que cada monjo triés, passant les possessions als camaldulesos. El 6 de gener de 1570, aquests prengueren possessió de l'abadia i l'orde de Santa Croce de Fonte Avellana desaparegué definitivament.
Avui, l'abadia continua pertanyent als camaldulesos.